# Palazzo Ziino
Palazzo Ziino è un palazzo storico di Palermo adibito ad assessorato alla cultura sito in via Dante.

## Storia
Il palazzo venne costruito su volere dell'avvocato Ottavio Ziino grazie all'aiuto economico di Vincenzo Florio jr e venne progettato dal fratello dell'avvocato, l'architetto Nunzio Ziino. L'edificio venne inaugurato il 4 marzo 1895 e rimase di proprietà della famiglia Ziino per molti anni fino al 1960 quando venne venduto ad un ente statale, infine nel 1985, per il centenario del palazzo, venne acquistato dal comune di Palermo. Al momento dell'acquisto da parte del Comune di Palermo l'immobile versa in condizioni pessime e necessita anche di interventi di tipo strutturale, durante i restauri viene modificato l'impianto interno rendendolo adatto alle esposizioni.

## Architettura
Lo stile dell'edificio è chiaramente neoclassico tipico dell'architettura cittadina contemporanea (per esempio i contemporanei Teatro Massimo e Teatro Politeama). Al piano terra sono presenti un ampio androne carrabile e stanze di servizio, al piano nobile sono presenti i locali di rappresentanza, mentre ai piani superiori le camere da letto e le stanze per il personale. Sul prospetto, che si affaccia sulla via Dante, sono presenti quattro colonne in stile corinzio scanalate che collegano il piano terra al primo piano.

## Decorazioni
All'interno del palazzo erano presenti opere pregevoli di decorazione, quasi tutte sono però andate perdute. Tra le altre ricordiamo: i tendaggi decorati da Ernesto Basile asportati dai vecchi proprietari, i sottoporta del pittore Rocco Lentini rubati in periodo imprecisato, le carte da parati decorate dal pittore Giuseppe Enea, sostituite, la volta di un salone decorata dal pittore Ernesto Padovano, i camini progettati dall'architetto Giuseppe Damiani Almeyda.

## La gipsoteca
Si trova al piano nobile del palazzo e presenta una settantina di sculture in gesso provenienti dalla Civica Galleria d’Arte moderna, per la maggior parte realizzate da scultori siciliani come Benedetto Civiletti, Domenico Costantino, Nino Geraci, Mario Rutelli, Antonio Ugo e Ettore Ximenes. La gipsoteca viene aperta in occasione di iniziative particolari, come le Vie dei Tesori per esempio.